# 絞肉

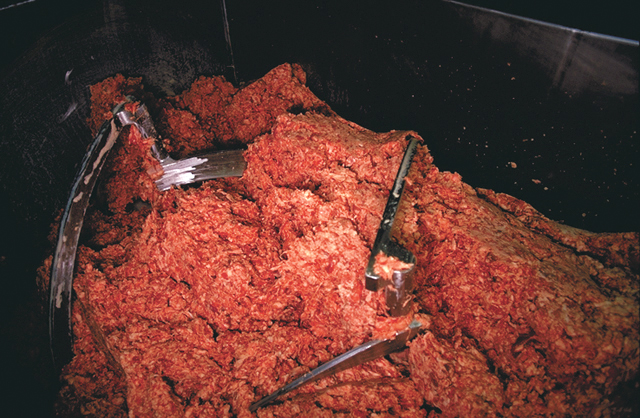
製作中的牛絞肉

絞肉，或稱碎肉、肉末、肉酱、肉臊、臊子，古代称醢，是指用刀子或絞肉機切碎的肉，可以用任何肉類製成，是一種加工食品。絞肉通常是用較零碎、便宜的肉來製成，並可能加入食品添加物。絞肉是許多料理的原料，汉堡排、滷肉飯、肉丸、肉餅等。

## 製作
絞肉可以用任何肉類製成，如牛絞肉、豬絞肉、羊絞肉、雞絞肉、火雞絞肉等等。海鮮類做成的絞肉通常稱為漿，如魚漿、蝦漿。在少量製作時，可以用刀、果汁機、絞肉機等工具將肉切碎。工業製作的絞肉，則是先將肉先去除骨頭之後，在低溫粗切至0.5~2公分大小，然後進一步攪拌切碎，接著會調整脂肪比例，並加入食品添加物，例如鹽、粉紅肉渣、植物性蛋白質、抗菌劑、和水。

## 用途
絞肉用在料理中，可以保持零散的狀態，如打拋肉、蕃茄肉醬、肉燥；也可以壓成組合肉的形式，如漢堡、肉丸、肉卷、熱狗、香腸等等。

## 成份
絞肉的主要成份是骨骼肌；由於消費者的偏好和需求，市面上販售的絞肉常提供各種不同的脂肪比例，通常在脂肪比例在5~30%之間。美國的牛絞肉依法不得超過30%脂肪。
研究發現絞肉的成分包括結締組織、周圍神經、血管、脂肪組織等等。有些樣本中有植物、骨頭、或軟骨。水含量佔40~60%。

## 安全
完整的肉在內部通常是無菌的，相較之下，絞肉在切碎的過程中，表面積大增，微生物被打散到各處，所以被汙染的風險大增，通常必須全熟才能食用。未熟的漢堡肉曾造成上百人食物中毒。

## 延伸阅读
[在维基数据编辑]
 《欽定古今圖書集成·經濟彙編·食貨典·醢部》，出自陈梦雷《古今圖書集成》